# (97472) Hobby
(97472) Hobby est un astéroïde de la ceinture principale.

## Description
(97472) Hobby est un astéroïde de la ceinture principale. Il fut découvert le 6 février 2000 à Needville par l'Observatoire de Needville. Il présente une orbite caractérisée par un demi-grand axe de 3,15 UA, une excentricité de 0,17 et une inclinaison de 9,7° par rapport à l'écliptique.

## Compléments